# Faux (rivière)
Pour les articles homonymes, voir Faux.
La Fau encore orthographiée Faux, également appelée ruisseau de Faux est une petite mais abondante rivière française du département des Ardennes, en ancienne région Champagne-Ardenne, donc en nouvelle région Grand-Est, affluent de la Meuse en rive gauche. 

## Géographie
La Faux naît à l'est de la commune Les Mazures dans la partie occidentale du massif ardennais situé au sud de la frontière franco-belge (au sud de la province de Namur) à une hauteur de 380 m.  À sa naissance, elle s'oriente vers le sud, mais peu après entame une large boucle qui l'amènera en direction du nord puis du nord-est. Après un parcours de 19,4 kilomètres, elle conflue avec la Meuse à Revin. Elle est alimentée par de nombreux et abondants ruisseaux qui, comme elle, dévalent depuis le massif des Ardennes, appelé plus spécifiquement massif de Rocroi.
Elle baigne les localités de Bourg-Fidèle et de Revin, mais l'essentiel de son parcours s'effectue en pleine forêt. 

### Communes et cantons traversés
Dans le seul département des Ardennes, la Fau traverse les sept communes suivantes, de l'amont vers l'aval, de Les Mazures (source), Sécheval, Renwez, Harcy, Bourg-Fidèle, Rocroi, Revin (confluence).
Soit en termes de cantons, la Fau prend source sur le canton de Bogny-sur-Meuse, traverse les canton de Charleville-Mézières-2, canton de Rocroi, conflue dans le canton de Revin, dans l'arrondissement de Charleville-Mézières. 

### Bassin versant
Le ruisseau de Fau traverse les quatre zones hydrographiques B701, B702, B703, B704 pour une superficie totale de 97km2. Ce bassin versant est constitué à 77,65 % de « forêts et milieux semi-naturels », à 16,37 % de « territoires agricoles », à 2,80 % de « surfaces en eau », à 2,77 % de « territoires artificialisés ». 

### Organisme gestionnaire
L'organisme gestionnaire est l'EPTB EPAMA Etablissement public d'Aménagement de la Meuse et de ses affluents et la Faux fait partie de la zone La Meuse du confluent de la Chiers au confluent de la Semoy.

## Affluents
Le Ruisseau de Fau a sept affluents contributeurs référencés :
- le ruisseau d'Herbiaux (rg), avec un affluent :
  - le ruisseau du Vieux Pré (rg),
- le ruisseau du Cuviseau (rg), avec deux affluents :
  - le ru maillard (rg)
  - le ruisseau de Sécheval (rd),
- le ruisseau le Noir (rg) qui conflue dans le lac des Vieilles Forges avec deux affluents : 
  - le ruisseau deu Fond de Fallette (rg),
  - le ruisseau du Pont Gilles (rg)
- le ruisseau le Galop (rg), avec un affluent :
  - le ruisseau la Gravelle (rg),
- le ru Marie (rd),
- le ruisseau des Moulins (rg), avec deux affluents :
  - le ruisseau du Moulin Manceau (rg)
  - le ruisseau du Rond Terne (rg),
- le ruisseau du Champ Fleury (rg)

Son rang de Strahler est donc de trois.

## Hydrologie

### La Faux à Revin
Le bassin de la Faux est presque entièrement situé dans une zone à pluviosité élevée. Le module de la rivière au confluent de la Meuse vaut 1,78 m3/s, pour un petit bassin versant de seulement 96,9 km2. 

### Lame d'eau et débit spécifique
La lame d'eau écoulée dans ce bassin est de 579 millimètres, ce qui est élevé, très supérieur à celle de la moyenne de la France, tous bassins confondus, et même comparé aux divers cours d'eau du bassin de la Meuse, généralement très abondants. La moyenne du bassin français de la Meuse à Chooz, près de sa sortie du territoire français affiche une lame d'eau de 450 millimètres. Le débit spécifique ou Qsp de la Faux se monte dès lors à un robuste 18,36 litres par seconde et par kilomètre carré de bassin versant. 

## Curiosités - Tourisme
- La forêt est omniprésente : bois des Potées, bois d'Harcy, bois Huet. Randonnées et multiples ruisseaux aux eaux pures.
- Vallée de Misère
- La Bérulle et son lac des Vieilles Forges
- Rocroi et ses fortifications
- Revin, son site et son église Notre-Dame